# Monreal de Ariza
Monreal de Ariza es un municipio español de la provincia de Zaragoza, en la comunidad autónoma de Aragón. El término municipal, que comprende la entidad de la Granja de San Pedro, tiene una 173 habitantes (INE 2024).

## Geografía
Monreal de Ariza se encuentra situada al suroeste de la provincia de Zaragoza, a 132 km de la capital provincial, en el límite con la provincia de Soria y a orillas del río Jalón. Pertenece a la comarca de la Comunidad de Calatayud y al histórico Señorío de Ariza, territorio fronterizo entre Castilla y Aragón. La extensión territorial del municipio es de 61,65 km², y está situado a 771 m sobre el nivel del mar. Fuera del valle del río se alzan montañas que alcanzan más de 800 m entre las que se pueden encontrar barrancos y pequeños afluentes del Jalón, como el río Nágima.
Se trata de la primera localidad aragonesa que atraviesa la autovía del Noreste viniendo desde Madrid. El municipio comprende la entidad de la Granja de San Pedro, situada a unos 4 km de Monreal.
| Noroeste: Monteagudo de las Vicarías | Norte: Pozuel de Ariza  | Noreste: Ariza        |
| Oeste: Santa María de Huerta         |                         | Este: Ariza           |
| Suroeste: Torrehermosa               | Sur: Alconchel de Ariza | Sureste: Cabolafuente |

La temperatura media anual de Monreal de Ariza es de 12,8 °C, con una precipitación anual de 391 mm.

## Prehistoria y arqueología
En el término municipal de Monreal hay varios importantes yacimientos del mundo celtibérico prerromano y de época romana, existiendo varias necrópolis que ya fueron excavadas en la primera mitad de siglo XX.
Algunos materiales procedentes de estos yacimientos se conservaban en el vecino monasterio soriano de Santa María de Huerta.

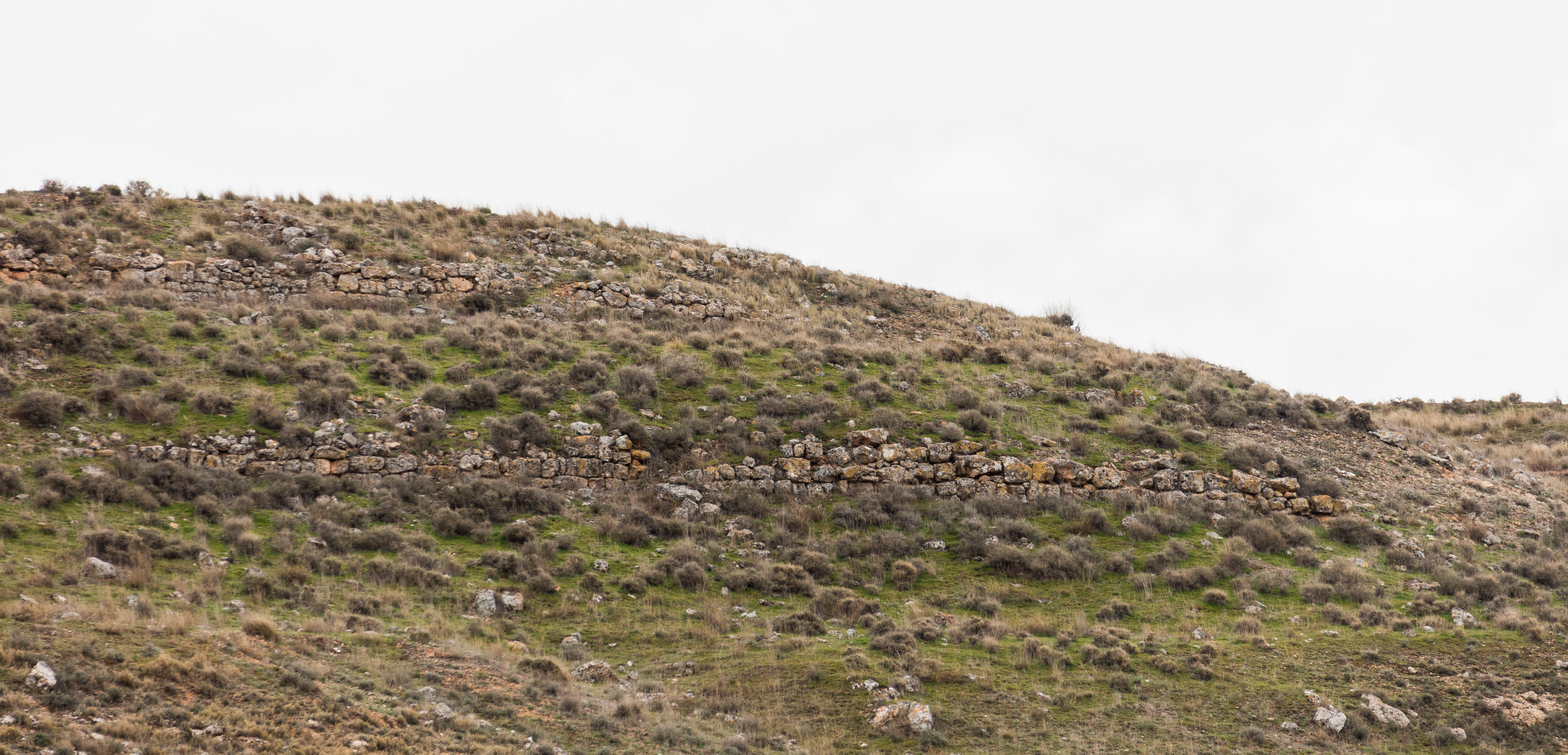
Ruinas de Arcóbriga, excavada por el marqués de Cerralbo a principios del siglo xx

De especial interés son las ruinas de la ciudad celtíbero-romana de Arcóbriga, que se localizan en la margen derecha del río Jalón a unos 2 km al oeste del municipio, en el Cerro Villar. Se conserva una poderosa muralla que en algunos puntos alcanza hasta 3 m de grosor, rodeando todo el irregular perímetro del cerro. El yacimiento se asienta en tres terrazas, estando el acceso a la ciudad en la primera meseta, siguiendo una calle norte-sur. En esta terraza se han identificado tres manzanas de viviendas —pequeñas y dispuestas sin demasiado orden—, mientras que en la segunda meseta se encuentran los edificios públicos de la ciudad ya romanizada, como las termas, las cisternas, la casa del Pretor y un templo. Las termas, magníficamente conservadas, son de gran tamaño, comparables a las de Los Bañales de Uncastillo o a las de Bílbilis. La antigua necrópolis de Arcóbriga se encuentra en Vallunquer, en el cerro de San Pedro, en las cercanías del poblado.

## Historia

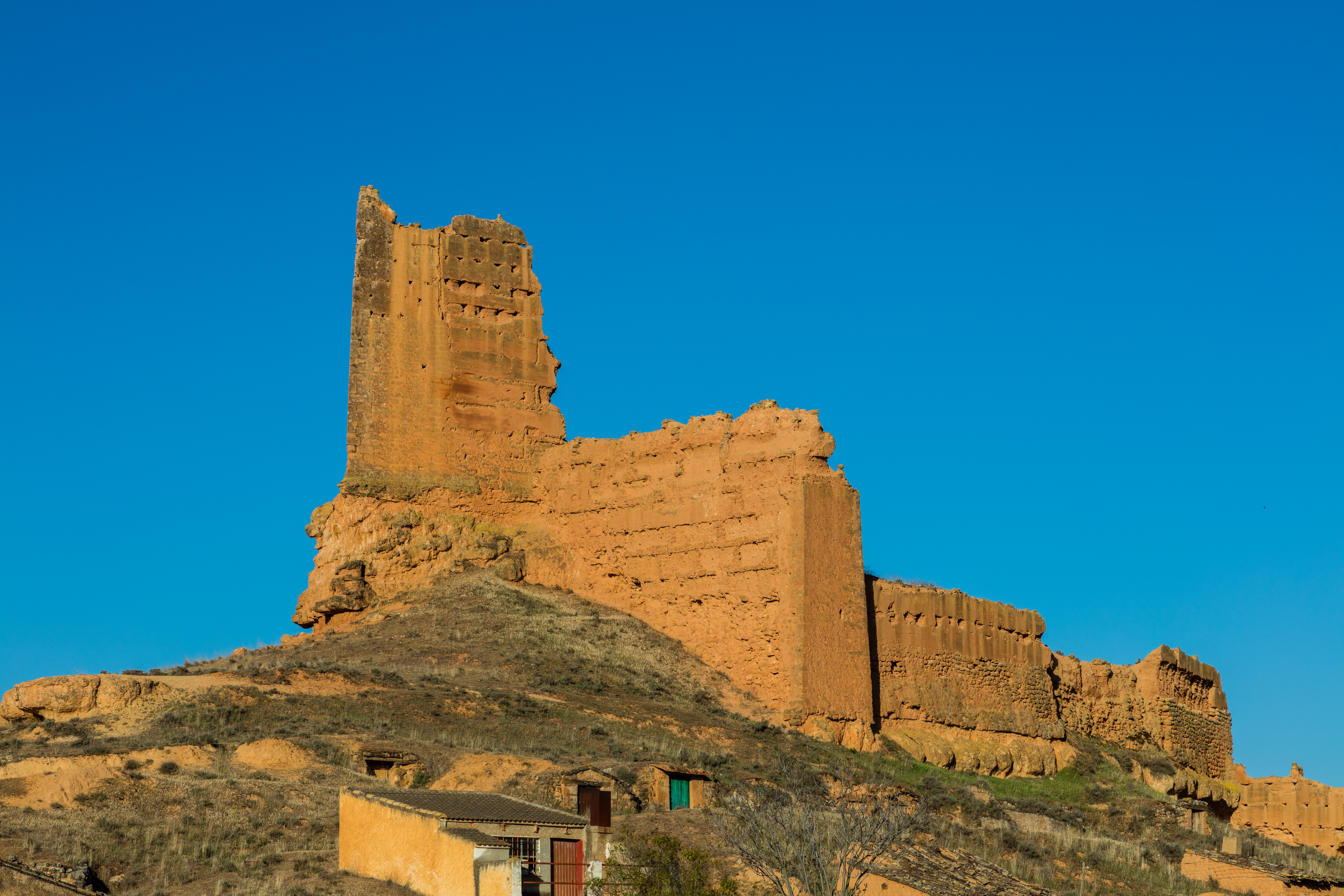
Castillo de Monreal de Ariza, fundado en 1128 por Alfonso I

Durante la época islámica, el territorio de Monreal de Ariza perteneció a la marca fronteriza que separaba al-Ándalus de los reinos cristianos del norte.
Su castillo fue fundado por Alfonso I el Batallador en 1128, y en la documentación medieval aparece como «Mont Real aldea Farizie». La fundación de este enclave estuvo motivada por la necesidad de crear un baluarte que frenara el avance de Alfonso VII de Castilla. Así, desde su repoblación, Monreal de Ariza fue el punto más occidental que dominó Alfonso I en la cuenca del Jalón.
Debido a su situación fronteriza, Monreal fue una importante tenencia que se encomendó a Gastón IV de Bearne desde mayo a diciembre de 1128, y a Lope Garcés de Urid en enero de 1135. En el transcurso de la guerra de los Dos Pedros, fue ocupada temporalmente por las tropas castellanas en 1362, y en 1381 era vendida por Pedro IV el Ceremonioso a Guillén de Palafox, junto con Ariza y sus aldeas. En 1429 la plaza fue nuevamente tomada por los castellanos, quienes la ocuparon hasta 1436.
Tras su recuperación pasó de nuevo a los Palafox, en cuyo poder estuvo hasta el siglo XVII.
Aunque no existe documentación histórica sobre el paso del Cid Campeador por Monreal de Ariza, es muy probable que así fuera, pues es paso obligado en el trayecto que siguió el caballero castellano.
Monreal es el lugar de origen de Gonzalo Pérez, secretario de Carlos I y padre de Antonio Pérez, secretario de Felipe II. Se dice que el mismo Antonio Pérez nació también en el municipio, pero no se sabe a ciencia cierta. Lo que sí se conoce es que se refugió en Monreal cuando huyó de la corte tras ser declarado culpable con los cargos de traición a la Corona y del asesinato de Juan de Escobedo, pues se acogió a su ascendencia aragonesa gracias al Justicia Mayor de Aragón.
A mediados del siglo XIX, el lugar tenía contabilizada una población de 375 habitantes. Aparece descrito en el decimoprimer volumen del Diccionario geográfico-estadístico-histórico de España y sus posesiones de Ultramar de Pascual Madoz de la siguiente manera:

MONREAL DE ARIZA: l. con ayunt. de la prov. y aud. terr. de Zaragoza (23 leg.), part. jud. de Ateca (6), c. g. de Aragon y dióc. de Sígüenza (10): sit. al estremo occidental de la prov., en la ribera der. del r. Jalon; le baten generalmente los vientos del N. y O.; su clima es templado, y las enfermedades mas comunes la disenteria. Tiene 90 casas}, que forman 1 calle y 3 plazas, casa de ayunt., escuela de niños, á la que concurren 20, con la dotacion de reglamento, igl. parr. (Ntra. Sra. de la Asuncion), una ermita dedicada á San Pedro fuera de la pobl., y 1 cementerio sit. al N.: los vec. se surten para sus usos de las aguas de un pozo y 4 fuentes que hay en las inmediaciones del pueblo, de buena calidad. Confina el térm. por N. con Pozuel; E. Ariza; S. Alconchelo y Torrehermosa, y O. Huerta (prov. de Soria, part. de Medinaceli): su estension de N. a S. 3 leg. y 2 de E. á O. En él hay una casa de campo, una alameda junto al r.; la deh. carnicería de 96 yugadas de estension, y 2 prados, uno de ellos de dominio particular, que crian yerbas comunes. El terreno es mediano, que fertiliza el r. Jalon, al que se une el Nágima ó Lágima dentro del térm. perdiendo este su nombre: en la parte montuosa cria romero, tomillo y otras plantas odoríferas. caminos: la carretera de Madrid que se dirige á Ariza, y los que cruzan en dirección á Molina y demas pueblos inmediatos, en mal estado. El correo se recibe de Ariza por balijero 3 veces á la semana. prod.: trigo, cebada, avena, judías, cáñamo, lino, patatas y otras legumbres; mantiene ganado lanar y vacuno; hay caza de conejos, liebres y perdices, y alguna pesca de barbos. ind.: la agrícola y 3 molinos en decadencia. pobl.: 84 vec., 375 alm. cap. prod.: 1.380,000 rs. imp.: 89,400. contr.: 17,347: el presupuesto municipal asciende á 11,000 rs., de los que se pagan 1,500 al secretario del ayunt., y se cubre de propios y por reparto vecinal. Este pueblo es patria de Gonzalo Perez, padre de Antonio Perez, ambos ministros de Felipe II.
(Madoz, 1848, pp. 511-512)

## Demografía
Monreal de Ariza cuenta con una población de 173 habitantes (INE 2024).
| Gráfica de evolución demográfica de Monreal de Ariza entre 1842 y 2021                                              |
| |
| Población de derecho según los censos de población del INE Población de hecho según los censos de población del INE |

En los fogajes de 1489 - 1491 y 1495, Monreal de Ariza figura con 40 y 95 «fuegos» u hogares respectivamente, lo que supone un aumento de más del 100 % en tan corto período. La cifra de hogares en 1495 corresponde a unos 500 habitantes.
A mediados del siglo XIX, el censo de 1857 registra una población de 612 habitantes para la localidad.
Monreal alcanzó su techo demográfico (996 habitantes) en 1940, pero el acusado retroceso que se inició en la década de 1960 se mantiene hasta nuestros días.

## Administración y política
| Período   | Alcalde                    | Partido |  |
| --------- | -------------------------- | ------- |  |
| 1979-1983 | Félix Enguita Hernández    | Ind.    |  |
| 1983-1987 |                            |         |  |
| 1987-1991 |                            |         |  |
| 1991-1995 |                            |         |  |
| 1995-1999 |                            |         |  |
| 1999-2003 |                            |         |  |
| 2003-2007 |                            |         |  |
| 2007-2011 |                            |         |  |
| 2011-2015 | María Pascual Delgado Polo | PAR     |  |
| 2015-2019 | Ángeles Lozano Burgos      | PAR     |  |
| 2019-2023 | Ángeles Lozano Burgos      | PP      |  |

| Partido político    | Partido político                                   | 2003   | 2007   | 2011   | 2015   |
| Partido político    | Partido político                                   | Ediles | Ediles | Ediles | Ediles |
|                     | Partido Aragonés (PAR)                             | —      | 3      | 4      | 4      |
|                     | Chunta Aragonesista (CHA)                          | —      | —      | 1      | 1      |
|                     | Partido de los Socialistas de Aragón (PSOE-Aragón) | 4      | 2      | —      | —      |
|                     | Partido Popular de Aragón (PP)                     | 3      | —      | —      | —      |
|                     | Izquierda Unida (IU)                               | —      | —      | —      | —      |
| Total de concejales | Total de concejales                                | 5      | 5      | 5      | 5      |

## Patrimonio

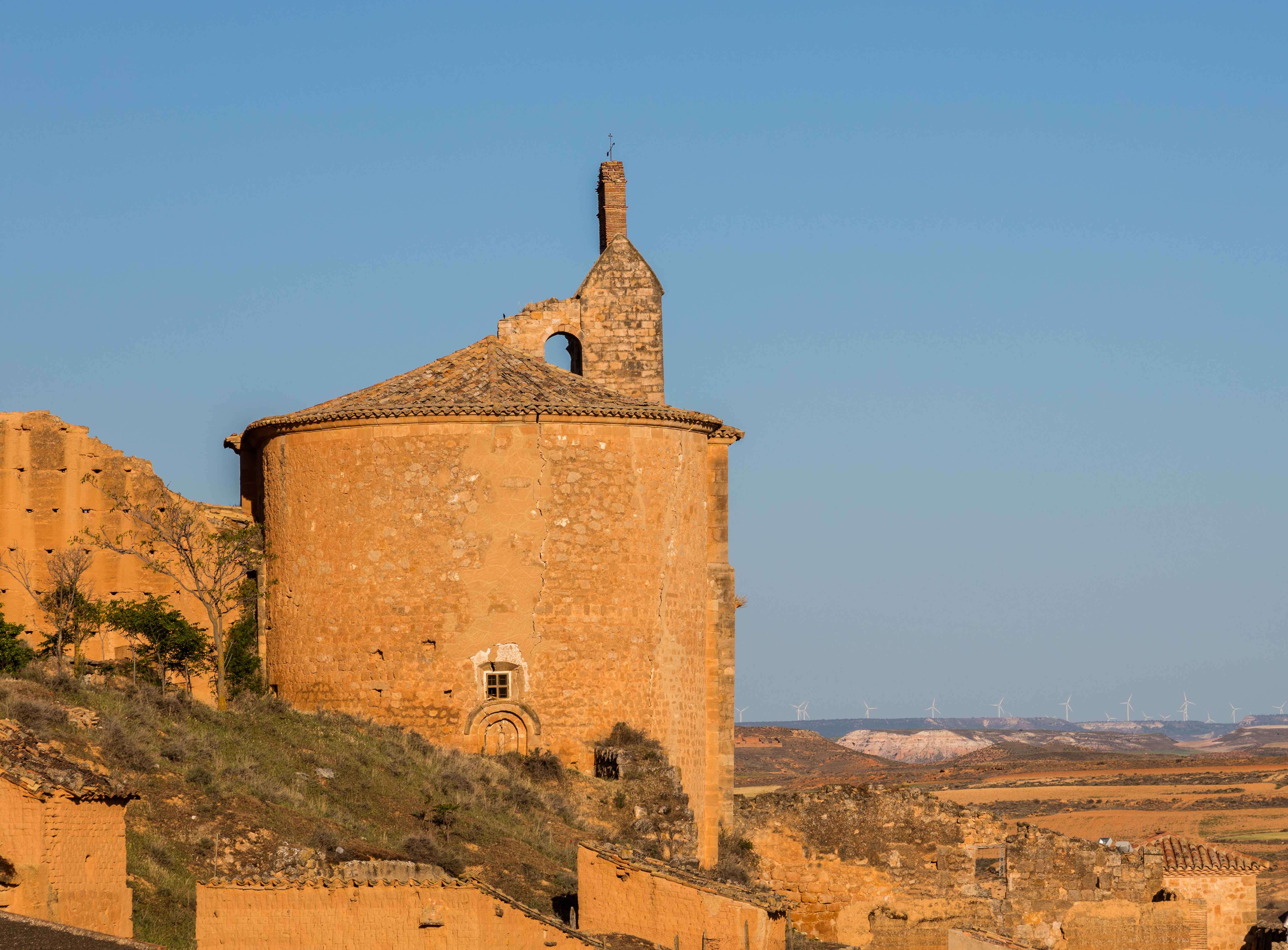
Iglesia de la Asunción, de origen románico

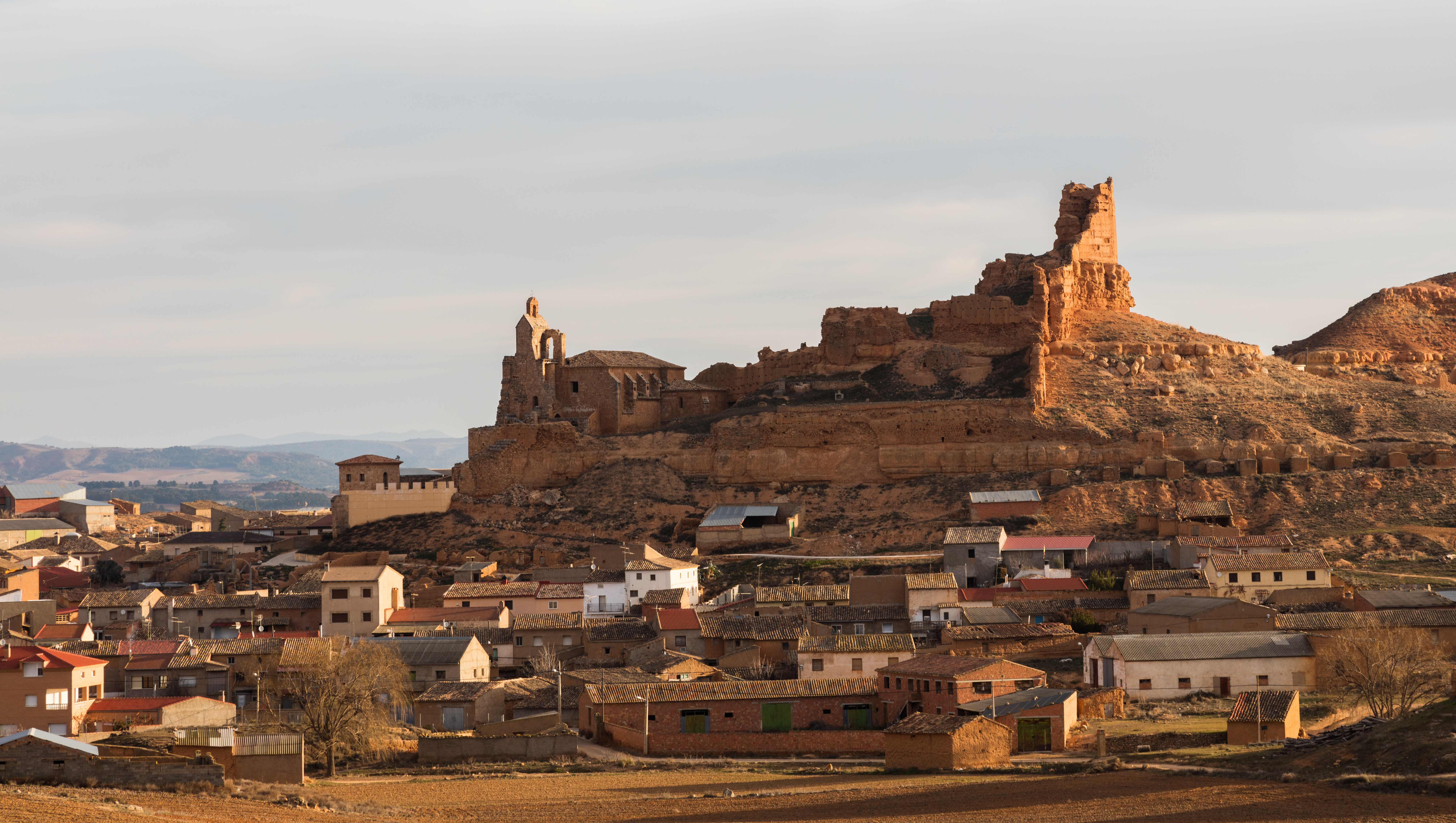
Vista del castillo

La iglesia de Nuestra Señora de la Asunción es un templo de origen románico que se halla cerrado al culto desde los años 60. Tiene ábside de tramo recto y hemiciclo cuyos muros se prolongan sin solución de continuidad.
Consta de nave única, con transformaciones de época barroca; tiene cinco tramos con arcos perpiaños de medio punto de gran amplitud y bóvedas de medio cañón con lunetos.  Junto con el castillo, forma parte de un conjunto en la cima de un alcor que domina el valle del Jalón. Pertenece al arciprestazgo del Alto Jalón.
Junto a esta iglesia se levantó en su día la de San Pascual, pero la tierra cedió bajo sus cimientos provocando su ruina. Al pie de esta iglesia desaparecida, surgieron varios enterramientos, por cuyos ropajes cabe deducir que la iglesia fue ocupada por una orden religiosa de carácter militar, posiblemente templarios.
El castillo de Monreal de Ariza se eleva sobre un cerro muy próximo al cauce del río Jalón. Es de planta muy irregular y bastante extenso, y se organiza en cuatro recintos murados.
Los largos muros son de tierra apisonada sobre un zócalo de mampuesto y muestran numerosos mechinales del encofrado de construcción del tapial.
Sobresale la torre principal en lo alto del conjunto, de planta pentagonal. Se encuentra en un estado de conservación lamentable lo que hace que esté incluido en la lista roja de patrimonio en peligro.
Entre otras actuaciones, está previsto sanear los muros, reparar las grietas, retirar la cubierta de la torre y acondicionar el acceso a la plataforma superior del castillo.

Por otra parte, Monreal de Ariza forma parte del Camino del Cid, itinerario turístico cultural integrado por ocho provincias españolas y que sigue los pasos de Rodrigo Díaz de Vivar descritos en el Cantar de mío Cid.

## Fiestas
- Virgen de la Vega, 12 de octubre.
- San Pedro Mártir, 29 de abril. Tiene una ermita dedicada a él en el pueblo.